# Predrag Jakovljević
Predrag Jakovljević, srbski strojni in kakovostni inženir, grafični oblikovalec, heraldik, 23. junij 1970, Kragujevac, SFRJ.
Jakovljević je samooklicani knez in potomec Jakova Obrenovića in s tem pretendent srbskega prestola dinastije Obrenović. Je tudi ustanovitelj in predsednik Fundacije kraljeve hiše Obrenović.
Del potomcev Jakova Obrenovića je na svetno nedeljo leta 2015 organiziral in razglasil obnovo kraljeve hiše Obrenović ter za vodjo kraljeve hiše Obrenović in njenega pretendenta na srbski prestol izvolil Predraga Jakovljevića. Leta 2016 se je Predrag Jakovljević srečal z Đorđem Tomislavovom Karađorđevićem, ki je tako kot član dinastije Karađorđević uradno priznal obstoj potomcev dinastije Obrenović, kar je ustvarilo dodatno potencialno možnost pretenzij po srbskem prestolu s strani obeh dinastij, saj Jugoslavija ne obstaja več.